# فرودگاه اربونی
فرودگاه اربونی (ارمنی: Էրեբունի օդանավակայան; انگلیسی: Erebuni Airport) یک فرودگاه نظامی و غیرنظامی است که یک باند فرود آسفالت دارد و طول باند آن ۲۷۸۴ متر است. فرودگاه اربونی در ارتفاع ۸۹۹ متری از سطح دریا واقع شده است.
این فرودگاه در شهر ایروان کشور ارمنستان قرار دارد.